# (36168) 1999 RF233
1999 RF233 (asteroide 36168) é um asteroide da cintura principal. Possui uma excentricidade de 0.10070490 e uma inclinação de 10.44572º.
Este asteroide foi descoberto no dia 8 de setembro de 1999 por CSS em Catalina.